# Aeropuerto de Trapani-Birgi
El Aeropuerto Vincenzo Florio (IATA: TPS, OACI: LICT), también conocido como Aeropuerto de Trapani-Birgi y Aeropuerto de Birgi, es un aeropuerto localizado en Trapani, Italia. Es uno de los cinco aeropuertos de Sicilia con movimientos civiles, si bien, es también utilizado para propósitos civiles y militares (la base es utilizada además como una de las cuatro bases de alerta temprana de los AWACS de la OTAN). El aeropuerto recibe su nombre del entusiasta de automóviles y empresario siciliano del vino, Vincenzo Florio.
Localizado a 15 km al suroeste de Trapani y 15 km a norte de Marsala, e inaugurado a comienzos de los 60, tras un largo periodo de inactividad, el aeropuerto fue relanzado por la provincia de Trapani en 2003, y ahora alberga algunos vuelos, incluyendo conexiones bajo coste.
Con más de un millíon de pasajeros que han pasado por el aeropuerto en 2010, es el tercer aeropuerto con más movimiento de Sicilia.

## Aerolíneas y destinos

### Destinos nacionales
| Ciudades      | Aeropuerto                          | Aerolíneas           |
| Italia        | Italia                              | Italia               |
| ------------- | ----------------------------------- | -------------------- |
| Campania      |                                     |                      |
| Nápoles       | Aeropuerto de Nápoles-Capodichino   | Ryanair              |
| Emilia-Romaña |                                     |                      |
| Bolonia       | Aeropuerto de Bolonia               | Ryanair              |
| Parma         | Aeropuerto de Parma                 | AeroItalia           |
| Lacio         |                                     |                      |
| Roma          | Aeropuerto de Roma-Fiumicino        | Ryanair              |
| Lombardía     |                                     |                      |
| Bérgamo       | Aeropuerto de Bérgamo-Orio al Serio | Ryanair              |
| Milán         | Aeropuerto de Milán-Malpensa        | Ryanair (Estacional) |
| Piamonte      |                                     |                      |
| Turín         | Aeropuerto de Turín-Caselle         | Ryanair              |
| Sicilia       |                                     |                      |
| Pantelaria    | Aeropuerto de Pantelleria           | Danish Air Transport |
| Toscana       |                                     |                      |
| Pisa          | Aeropuerto de Pisa                  | Ryanair              |
| Véneto        |                                     |                      |
| Venecia       | Aeropuerto Internacional Marco Polo | Ryanair              |

### Destinos internacionales
| Ciudades por países | Nombre del aeropuerto                             | Aerolíneas           |
| Europa              | Europa                                            | Europa               |
| ------------------- | ------------------------------------------------- | -------------------- |
| Alemania            |                                                   |                      |
| Karlsruhe           | Aeropuerto de Karlsruhe-Baden Baden               | Ryanair (Estacional) |
| Weeze               | Aeropuerto de Baja Renania                        | Ryanair (Estacional) |
| Bélgica             |                                                   |                      |
| Charleroi           | Aeropuerto de Charleroi Bruselas-Sur              | Ryanair (Estacional) |
| Dinamarca           |                                                   |                      |
| Billund             | Aeropuerto de Billund                             | Ryanair (Estacional) |
| Eslovaquia          |                                                   |                      |
| Bratislava          | Aeropuerto de Bratislava-Milan Rastislav Štefánik | Ryanair (Estacional) |
| España              |                                                   |                      |
| Sevilla             | Aeropuerto de Sevilla                             | Ryanair (Estacional) |
| Malta               |                                                   |                      |
| La Valeta           | Aeropuerto Internacional de Malta                 | Ryanair              |
| Polonia             |                                                   |                      |
| Katowice            | Aeropuerto Internacional de Katowice              | Ryanair (Estacional) |
| Portugal            |                                                   |                      |
| Oporto              | Aeropuerto de Oporto-Francisco Sá Carneiro        | Ryanair (Estacional) |
| Reino Unido         |                                                   |                      |
| Londres             | Aeropuerto de Londres-Stansted                    | Ryanair (Estacional) |
| Mánchester          | Aeropuerto de Mánchester                          | Ryanair (Estacional) |

## Estadísticas
Ver fuente y consulta Wikidata.